# Blechhammer
Pour les articles homonymes, voir Auschwitz (homonymie).
Le nom de Blechhammer (Blachownia en polonais) est plus communément utilisé pour faire référence à un ensemble de camps allemands de prisonniers, camps de travail, camps disciplinaires et camps de concentration durant la Seconde Guerre mondiale. Le camp de Blechhammer fait également référence au camp de travail des Juifs, ZAL, (Zwangsarbeitslager für Juden).
Blechhammer est le nom allemand de la petite ville actuelle de Blachownia, située entre le village de Sławięcice et la ville de Kędzierzyn-Koźle en Haute-Silésie, dans le sud de la Pologne. Cette région était allemande jusqu'à la fin de la Seconde Guerre mondiale et la ville actuelle de Kędzierzyn-Koźle est issue de la réunion administrative des deux anciennes villes allemandes de Kandrzin et de Cosel. La ville de Kandrzin était plus connue sous le nom de Heydebreck pendant la guerre. Le village actuel de Sławięcice s’appelait alors Slawentzitz et Ehrenforst pendant la guerre. Après le redécoupage des frontières de la Pologne entériné lors de la conférence de Yalta en 1945, la région est devenue polonaise.
Le site industriel de la chimie de Blechhammer était également connu des forces alliées américaines sous les noms de Blechhammer north pour l’usine actuelle de Blachownia Sląska et Blechhammer south pour l’usine actuelle de Zakłady Azotowe Kędzierzyn SA (ZAK).
Blachownia Śląska (anciennement Blechhammer north) est situé à l’est de la ville de Kędzierzyn alors que Zakłady Azotowe Kędzierzyn est situé au sud de la même ville.
Environ 45 000 personnes ont été internées dans les divers camps construits autour des deux centres chimiques et dans la proche région.
L’ensemble de ces camps reste donc connu sous le terme de Blechhammer.
Malgré l’intérêt stratégique primordial des installations industrielles et de l’essence synthétique que l’on y fabriquait pour fournir en carburant la Wehrmacht et la Luftwaffe, les Alliés n'ont commencé à bombarder l'usine IG Farben qu'un mois après le débarquement de Normandie, entre le 7 juillet et le 26 décembre 1944.

## Les différents camps du site de Blechhammer nord
Liste des camps répartis autour du centre industriel de Blechhammer north (Blachownia Sląska) :

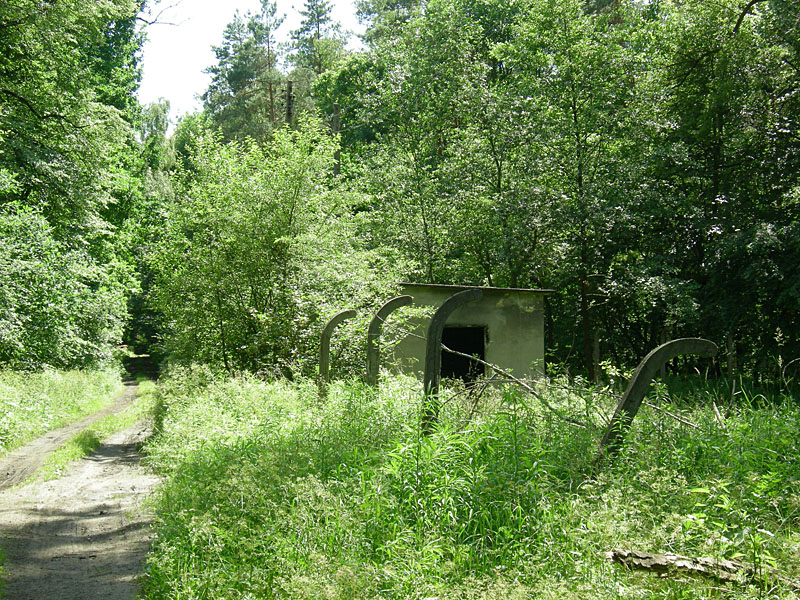
Blechhammer north - Dans les environs du camp Justizstrafgefangenenlager (camp disciplinaire pour prisonniers Russes et Polonais).

- Firmenlager (camp pour les cadres techniques Allemands et autres nationalités, répartis sur 3 camps distincts), Blechhammerlager (Blechhammer Nord), Firmenlager (Blechhammer Nord)
- Mädchenlager (camp de travail pour les femmes des environs de Blechhammer situé à Blachownia), Mädchenlager (Blechhammer Nord),
- Blechhammerlager (camp de travaux forcés pour Russes et Polonais), Blechhammerlager (Blechhammer Nord)
- Kanallager BAB-21 (Les camps de prisonniers de guerre POW étaient constitués de bataillons de travail BAB (Bau und Arbeitsbataillonen) de prisonniers de guerre Britanniques provenant du Stalag VIII-B de Lamsdorf)[3], Kanallager E3 (Blechhammer Nord)
- Wiesenlager (camp de prisonniers Russes, Polonais, Anglais, Belges, Yougoslaves, Bulgares), Wiesenlager (Blechhammer Nord)
- Waldlager (camp des Italiens et autres prisonniers de guerre), Waldlager (Blechhammer Nord)
- Strafgefangenenlager (camp disciplinaire pour prisonniers Russes, Polonais et Français), Strafgefangenenlager (Blechhammer Nord)
- Lagerehrenforst (camp de travaux forcés situé à Erhenforst - Sławięcice pour prisonniers Polonais, Tchèques et Yougoslaves)
- Meisterlager (camp destiné aux agents de maîtrise et aux spécialistes métiers), Meisterlager (Blechhammer Nord)
- Justizstrafgefangenenlager (camp disciplinaire pour délinquants sauf les Russes et Polonais)
- A.E.L Arbeitserziehungslager (camp disciplinaire destinés aux personnes soupçonnées d'évasion et réfractrices à la discipline du camp)
- Dorflagerwest (camps de travaux forcés pour prisonniers Ukrainiens, Yougoslaves et Polonais)
- Unruhelager (camp de travail disciplinaire)
- Dorflager (camp pour travailleurs libres Allemands non mobilisables)
- Bahnhofslager (camp de concentration toutes nationalités mais essentiellement Polonais)
- Judenlager[4] (camp de concentration pour Juifs d'origines diverses)
- Mädchenlager (camp de travail obligatoire pour les femmes des environs situé à Erhenforst - Sławięcice)
- Schleusenlager (camp de travail pour prisonniers Français situé à Erhenforst - Sławięcice)
- Krankenhaus (hôpital destinés aux travailleurs Allemands et Polonais)
- Donaulager (camp de travailleurs pour la construction du canal Oder/Danube)
- Lager in Medar (Miedary)

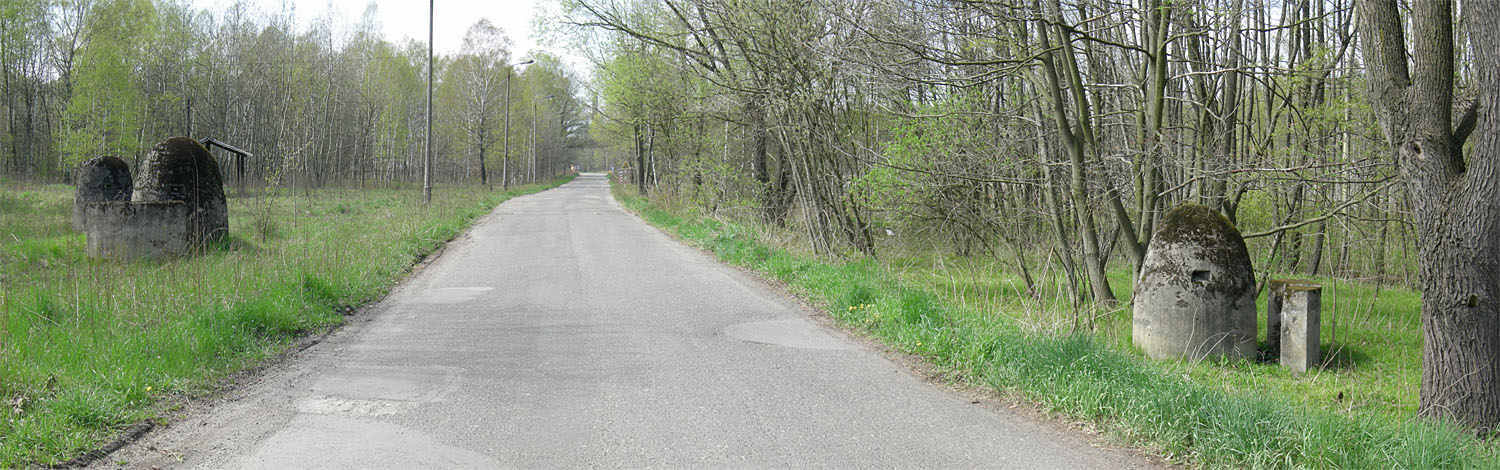
Une route menant vers le site de l’usine Blachownia Śląska (Blechhammer north) non loin de la gare de Sławięcice.

L’ensemble des camps alimentaient en main-d’œuvre les usines des deux centres de la chimie et principalement les usines IG Farbenindustrie à Kędzierzyn-Süd et Oberschlesische Hydrierwerke AG à Blechhammer. Cette dernière fabriquait de l'essence synthétique à partir du charbon pour l'approvisionnement des blindés de la Wehrmacht et les avions de la Luftwaffe. Aussi le caractère stratégique du site a rapidement amené les alliés à détruire le complexe de la chimie. Au total, 15 raids de bombardements seront menés sur les 2 centres. L'usine de Blachownia sera bombardée à 9 reprises dès juillet 1944 par des flottilles de B-24 Liberator venues de bases italiennes.

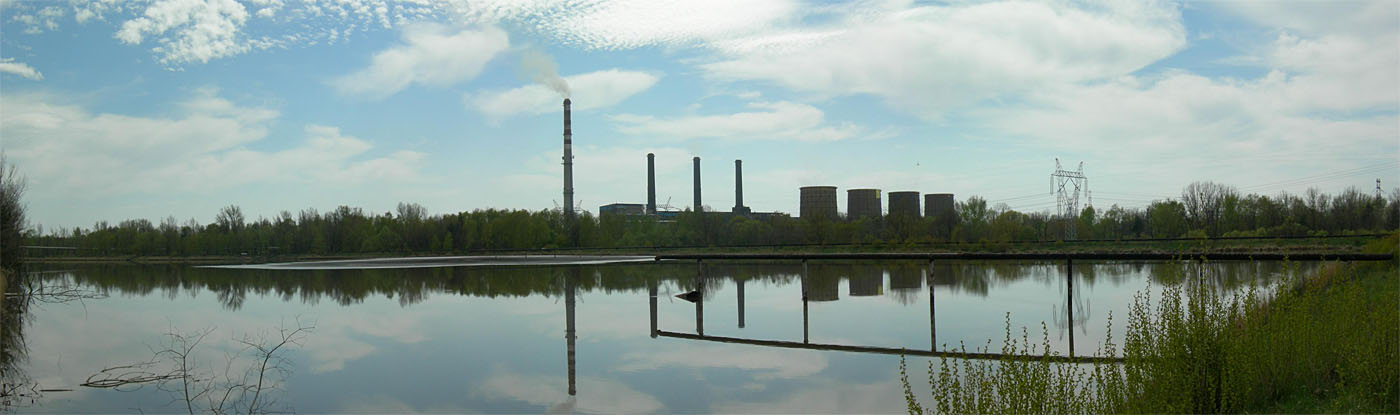
Usine de Blachownia Sląska (Blechhammer north). Le bassin a été construit après la guerre sur le site des anciens camps de Wiesenlager et Waldlager.

Il n’existe aujourd’hui pratiquement aucune trace de ces camps. Par contre un nombre impressionnant de bunkers, casemates, tunnels sont visibles sur tous les secteurs qui avoisinent les usines.

## Le camp de travail puis camp de concentration de Blechhammer - Bahnhofslager/Judenlager

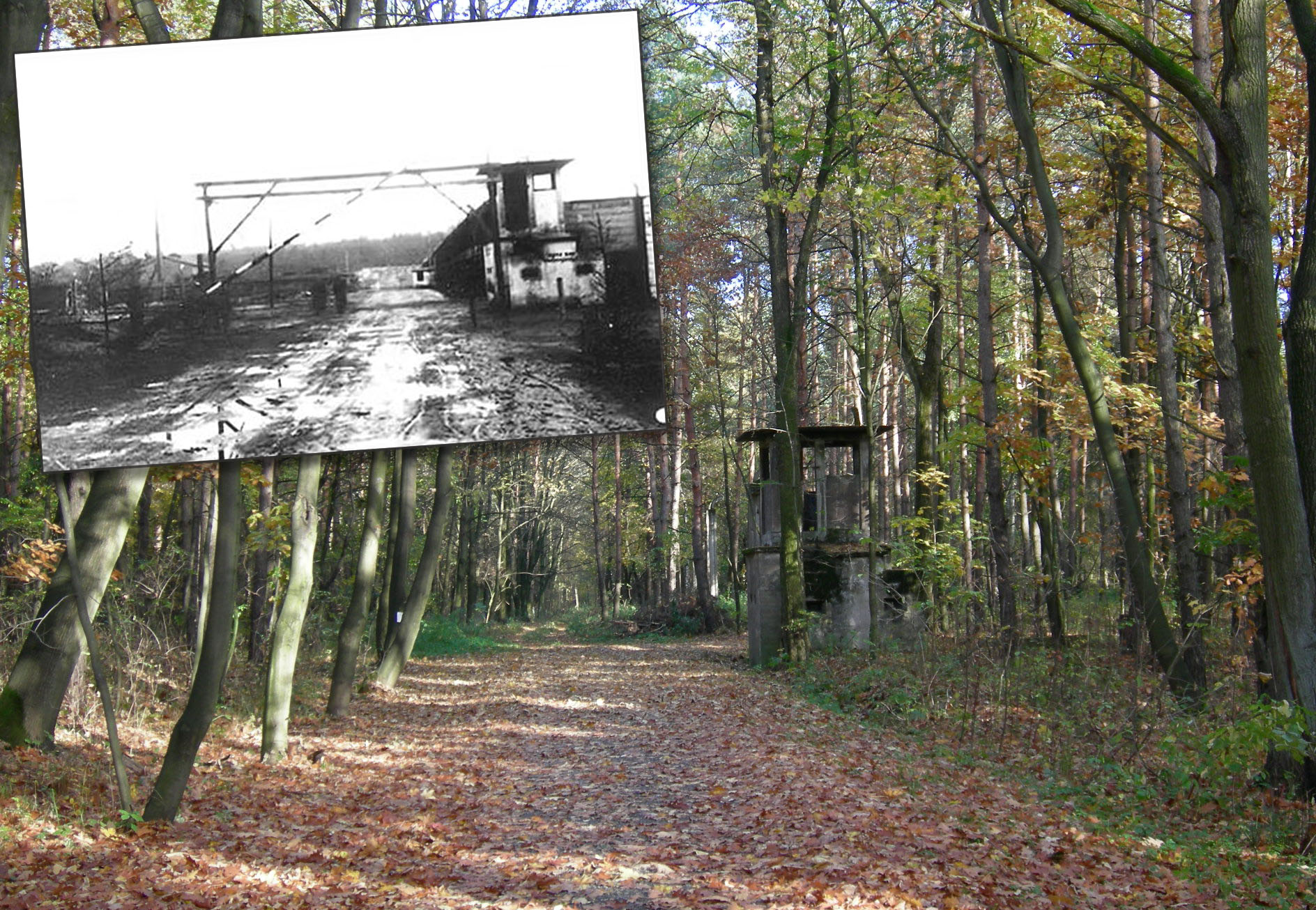
Judenlager Blechhammer. Entrée principale.

Le camp de Blechhammer a été construit en avril 1942 dans la forêt à 2 km au sud du village de Sławięcice (Ehrenforst). Il s'agissait au départ d'un camp de travaux forcés pour les Juifs qui étaient envoyés en camp de travail dans le cadre de l'organisation Schmelt qui réquisitionna la main d'œuvre juive entre 1940 et 1944.
Les premiers prisonniers, 3056 déportés (no 76.330 à no 76.461) ont participé à la construction de l’usine Oberschlesische Hydrierwerke AG destinée à la fabrication de l'essence synthétique. Très tôt, le typhus a sévi dans le camp et 120 prisonniers ont été renvoyés à Auschwitz-II Birkenau. Le camp était commandé par le SS-Lagerführer Heidrich Schwarz. La population du camp atteignit 4 500 prisonniers avec l'arrivée de Juifs en provenance de 16 pays d’Europe. Le camp était composé de 25 baraques dont quelques-unes étaient réservées pour une section séparée de 200 femmes juives.
Un témoignage rapporte que des enfants avaient été également internés et utilisés comme main d'œuvre dans le complexe industriel mitoyen.
Concernant les enfants, plusieurs témoignages rapportent qu'une quarantaine d'enfants entre 5 et 14 ans étaient présents au camp et logés dans une baraque séparée. L'un d'entre eux, Heinrich, était le fils de Karl Demerer, un kapo juif originaire de Vienne, reconnu pour son aide et son assistance auprès des prisonniers juifs du camp. Avec l'aide d'un ingénieur allemand du nom de Mertens, ils auraient mis en place une activité plus ou moins factice afin d'employer les enfants dans l'usine et les soustraire d'une mort inéluctable.
En avril 1944, le camp fut rattaché au camp d’Auschwitz III-Monowitz et fut placé sous le commandement du Hauptsturmführer Otto Brossmann qui fut remplacé à son tour en novembre 1944 par l’Untersturmführer Kurt Klipp. En janvier 1945, la population du camp atteint un pic de 5 500 prisonniers. Un four crématoire fut construit, 1 500 prisonniers y furent incinérés.

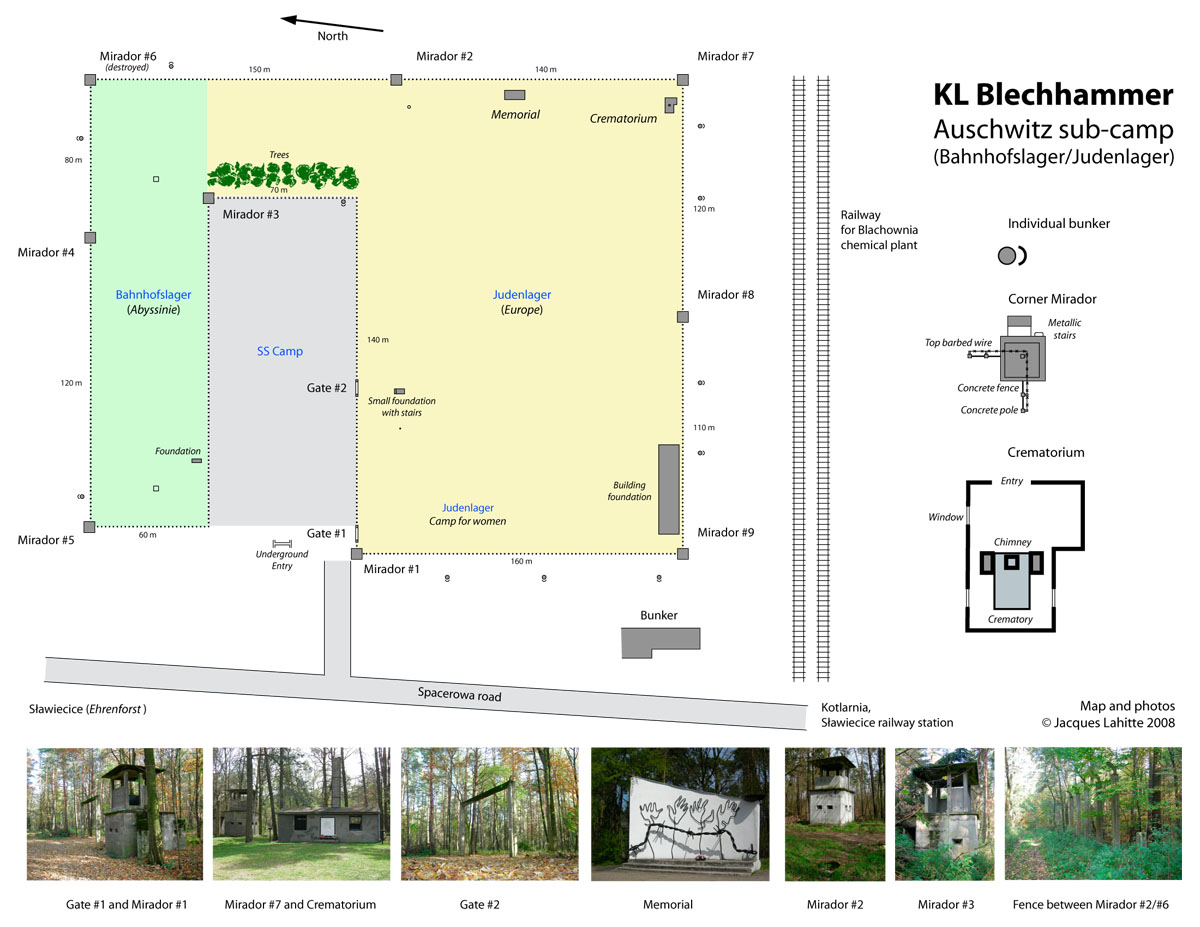
Plan du camp des Juifs de Blechhammer tel qu'il est aujourd'hui visible.

Le camp de Blechhammer était organisé en deux camps distincts sur le même site, le camp Bahnhofslager pour les Polonais et autres nationalités, et le camp Judenlager pour les Juifs en provenance de divers pays d’Europe. La section des femmes était située dans le camp Judenlager.
Le Judenlager était hermétiquement ceint de hautes palissades de 4 mètres de haut constituées de plaques de béton fixées entre des poteaux en béton toujours visibles aujourd'hui et surmontés de barbelés électrifiés. La surveillance des alentours du camp était effectuée à partir de miradors en béton intégrés aux palissades. Des casemates individuelles et un bunker antiaérien furent construits dès le début des bombardements du site industriel dès juillet 1944. L'accès au camp Bahnhofslager et Judenlager était strictement interdit aux autres prisonniers des autres camps.
La main-d’œuvre du camp était louée aux entreprises du complexe industriel ainsi que pour la construction de routes et d’abris antiaériens. Les prisonniers étaient organisés par escouades de travail de 100 à 200 ouvriers. Ils étaient logés dans des baraques en bois, chacune organisée en 6 dortoirs de 30 à 40 prisonniers. Le camp ne disposait pas d’installations sanitaires, tout au plus quelques toilettes et douches dans une baraque séparée.
Des Juifs de la ville de Cosel (Koźle) et de Silésie ont été internés à Blechhammer. La population juive du camp était constituée de 75 % de juifs polonais, les 25 % restants étant principalement des juifs d'origine hollandaise, belge, française et allemande.
Quelques autres détenus non juifs étaient constitués par des prisonniers de droit commun allemands.
En janvier 1945, devant l'avancée de l’Armée rouge, les Allemands procédèrent à l’évacuation du camp qui fut partiellement incendié par les SS. L’évacuation sera dirigée par l’Untersturmführer Kurt Klipp. Les 4 000 prisonniers de Blechhammer, dont 150 femmes, seront rejoints par 6 000 prisonniers provenant des camps de Neu-Dachs (Jaworzno), Gleiwitz (Gliwice) I, III et IV. Cette terrible marche de la mort qui commença le 21 janvier 1945, (à Auschwitz, situé à environ 90 km, elle commença le 18 janvier 1945), les mena jusqu’à Gross-Rosen le 2 février 1945, sauf pour 800 d’entre eux qui furent abattus durant la marche. Les survivants furent envoyés par wagons à bestiaux vers Buchenwald dans un premier temps (pour les Juifs) et Dachau (pour les prisonniers de guerre). Le pilonnage de ces trains par les alliés causa de nombreuses victimes supplémentaires.
Aujourd’hui le site de l’ancien camp est toujours visible. Les baraques ont disparu. Seuls restent les miradors bétonnés, des poteaux de l’ancienne clôture en béton et le four crématoire.
Le site est libre d’accès, ce qui pose quelques problèmes de dégradations malgré la surveillance des autorités de la municipalité de Sławięcice.
Les prisonniers français non juifs du camp de Blechhammer
Le 28 novembre 1944 au soir, un groupe de 80 prisonniers français, dont de nombreux résistants issus du convoi dit des "Vosgiens", arrive par camions du camp de Gleiwitz I au camp des juifs de Blechhammer. Après une visite médicale menée par le docteur SS du camp, 10 prisonniers jugés contagieux sont dirigés vers l'infirmerie du camp. On ne les reverra jamais. Parmi eux se trouvait George Blind, un pompier de la brigade de Belfort en Alsace arrêté pour faits de résistance et célèbre malgré lui par la non moins célèbre photo du "fusillé souriant" réalisée lors d'un simulacre d'exécution dans les fossés du Fort Blanc à Belfort. Placés en quarantaine durant 3 semaines dans la baraque 28 du camp, les 70 prisonniers français restants seront employés comme main d’œuvre dans l'usine voisine. Le samedi 20 janvier 1945, ils seront déplacés de la baraque 28 située dans la partie appelée "Abyssinie" vers la baraque 17 du secteur dit "Europe" du camp situé dans le Judenlager, afin de laisser place à des prisonniers en provenance des camps de Gleiwitz I, II et IV évacués lors des marches de la mort. Ils quitteront le camp le dimanche 21 janvier 1945 à midi lors de la marche de la mort qui s'ensuivra. Sur les 70 prisonniers français, beaucoup mourront lors de cette marche et dans les camps où ils seront dirigés en Allemagne.

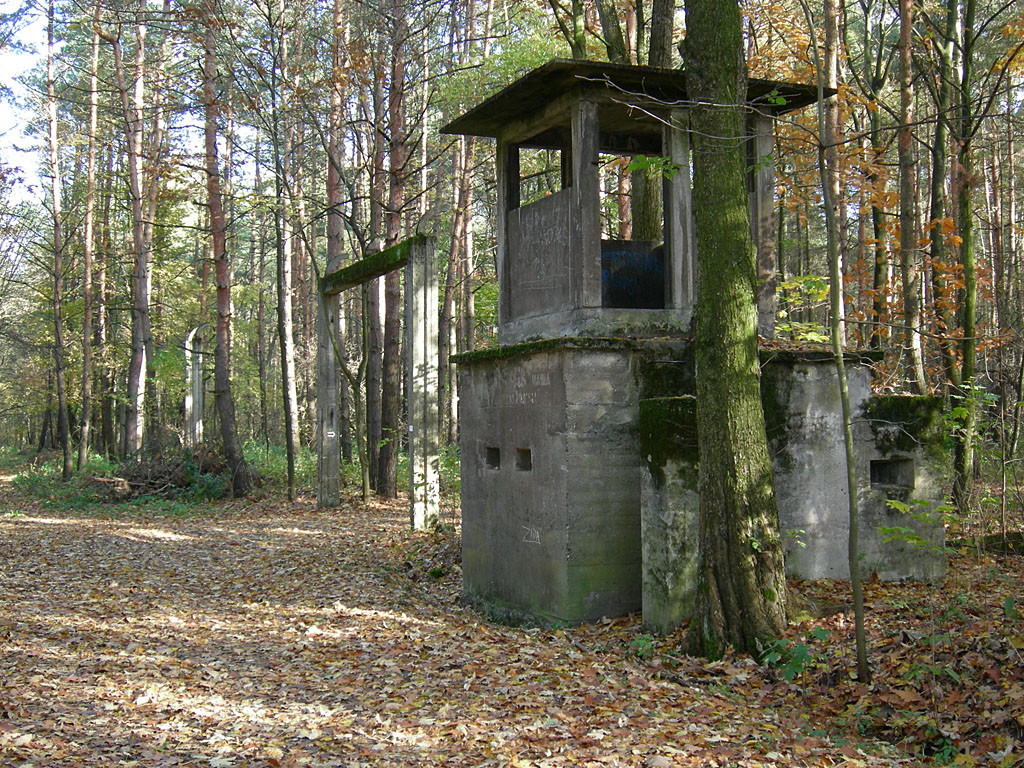
Judenlager Blechhammer. Entrée du camp des femmes
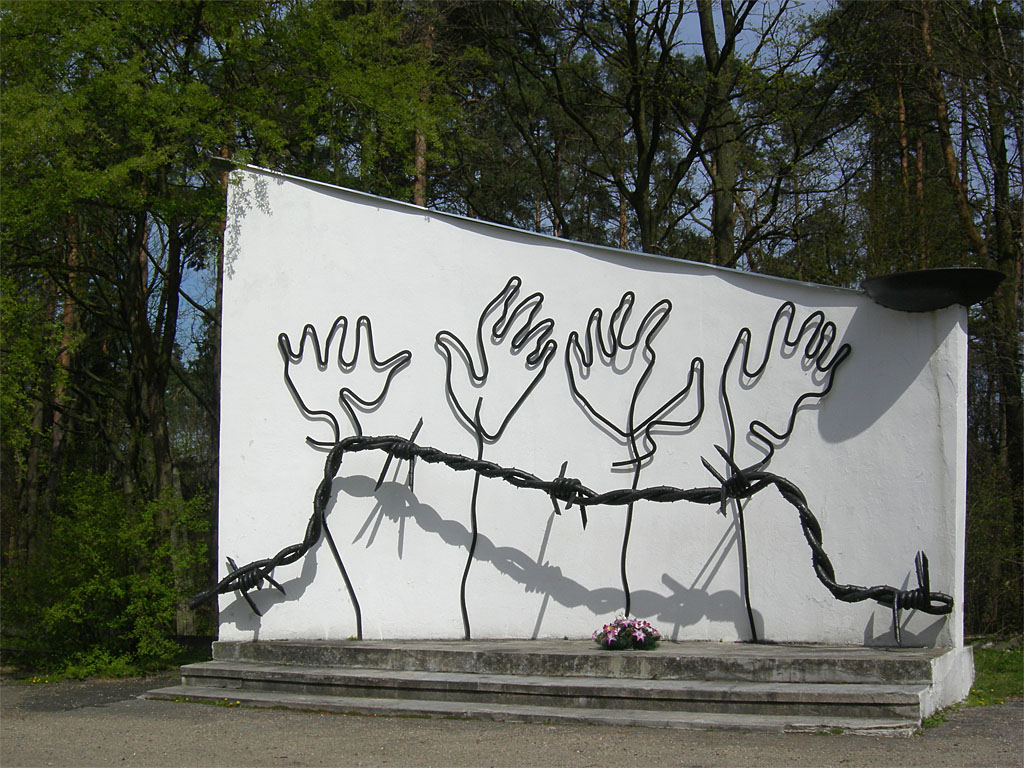
Mémorial sur le site des camps Bahnhofslager et Judenlager - Blechhammer
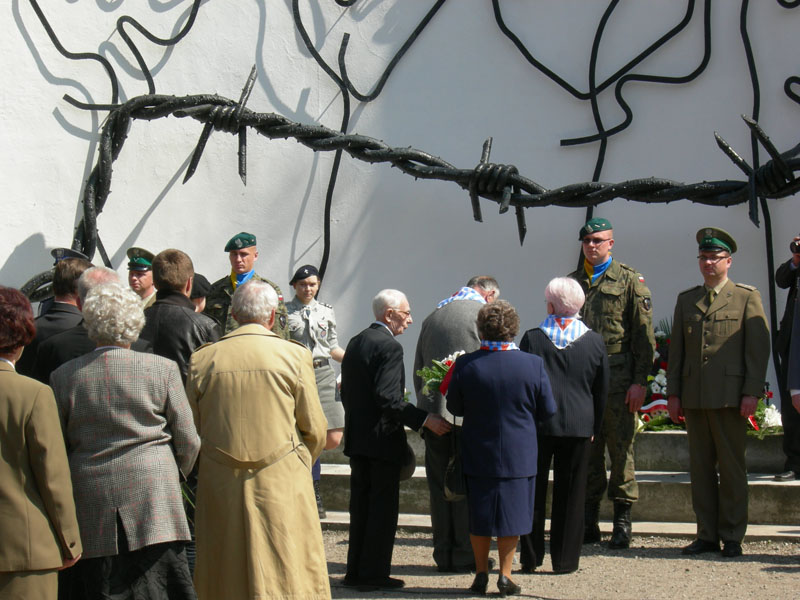
Cérémonie pour le 65e anniversaire de la libération des camps sur le site du Judenlager de Blechhammer
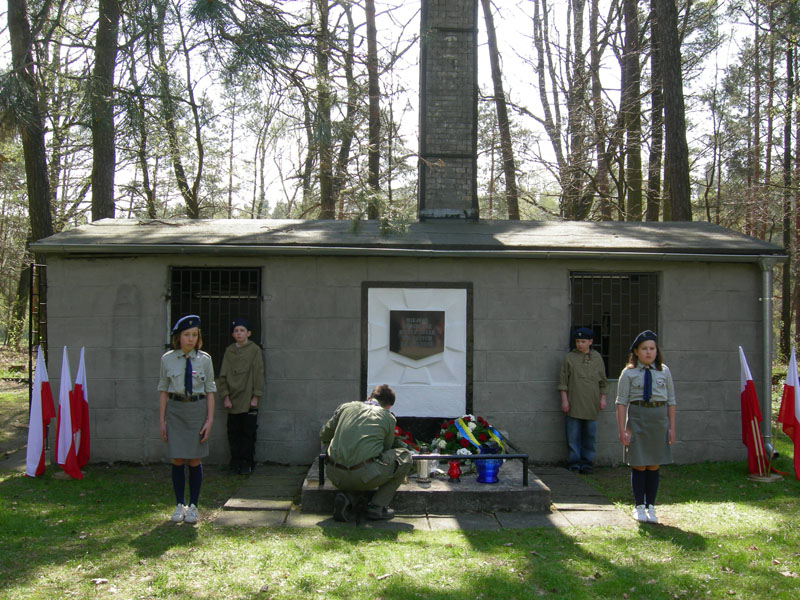
Cérémonie pour le 65e anniversaire de la libération des camps sur le site du Judenlager de Blechhammer
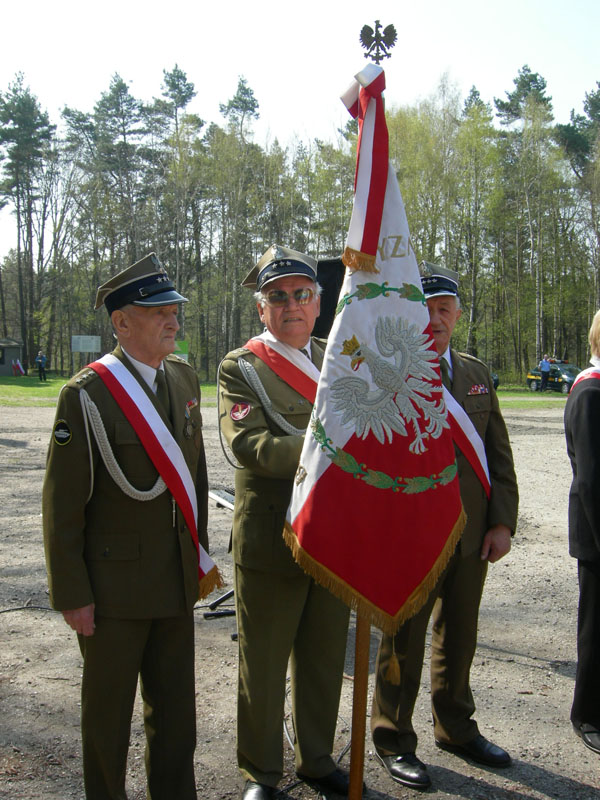
Cérémonie pour le 65e anniversaire de la libération des camps sur le site du Judenlager de Blechhammer. Anciens combattants polonais.
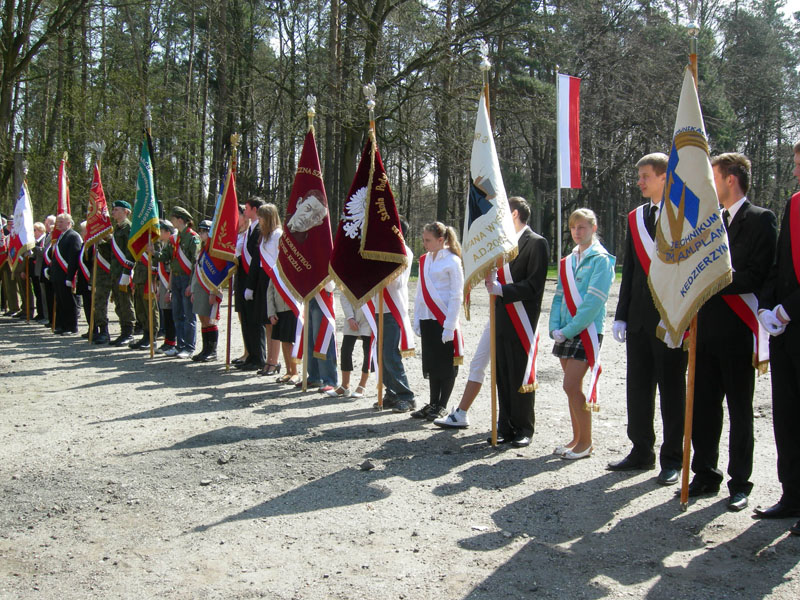
Cérémonie pour le 65e anniversaire de la libération des camps sur le site du Judenlager de Blechhammer. Porte-drapeaux.
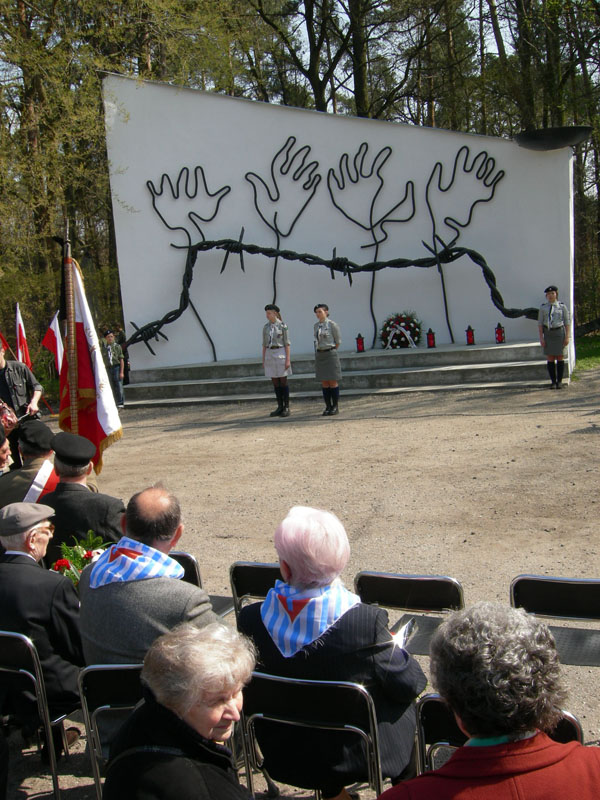
Cérémonie pour le 65e anniversaire de la libération des camps sur le site du Judenlager de Blechhammer
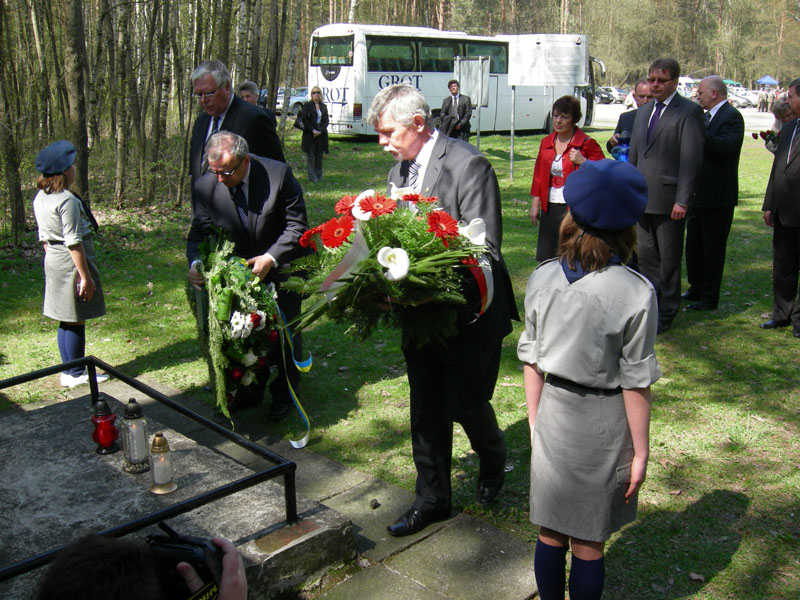
Cérémonie pour le 65e anniversaire de la libération des camps sur le site du Judenlager de Blechhammer. Dépôt de gerbes devant le four crématoire.
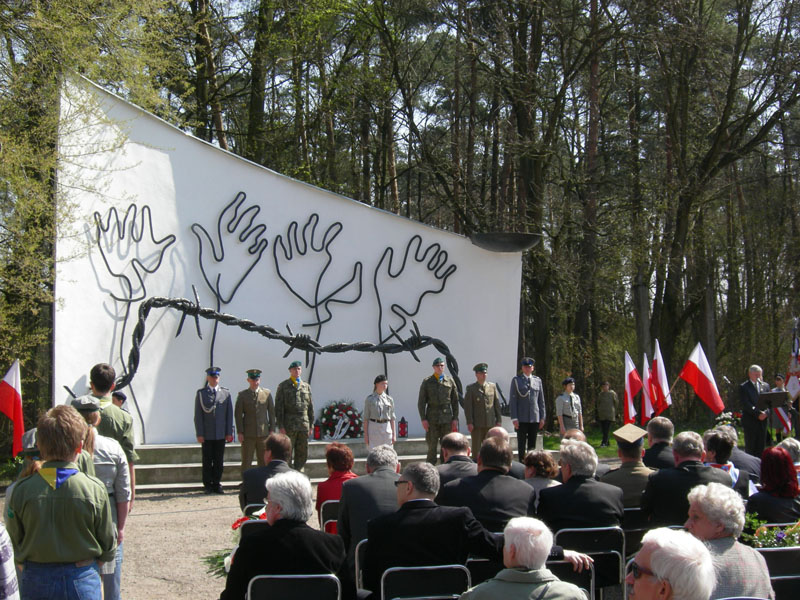
Cérémonie pour le 65e anniversaire de la libération des camps sur le site du Judenlager de Blechhammer

## Le camp de prisonniers Français de Blechhammer nord - Schleusenlager
Le camp de prisonniers Français de l'écluse (Schleusenlager) qui était situé à Ehrenforst en Allemagne durant la guerre (aujourd'hui Sławięcice en Pologne). L'écluse de Sławięcice régule le trafic fluvial sur la canal de Gliwice qui relie le fleuve Oder depuis la ville de Koźle (Cosel) jusqu'à Gliwice (Gleiwitz).

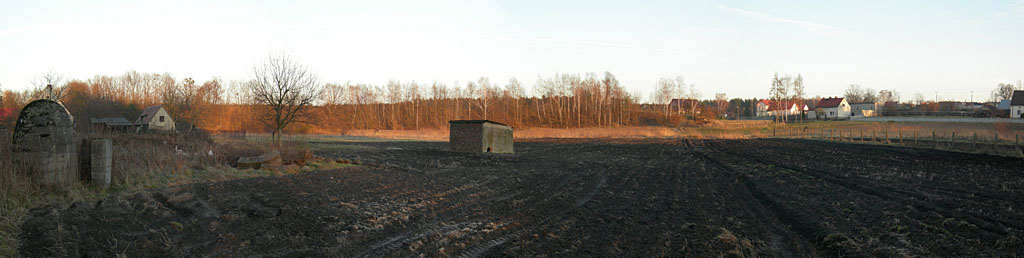
Vue de l'ancien site du camp
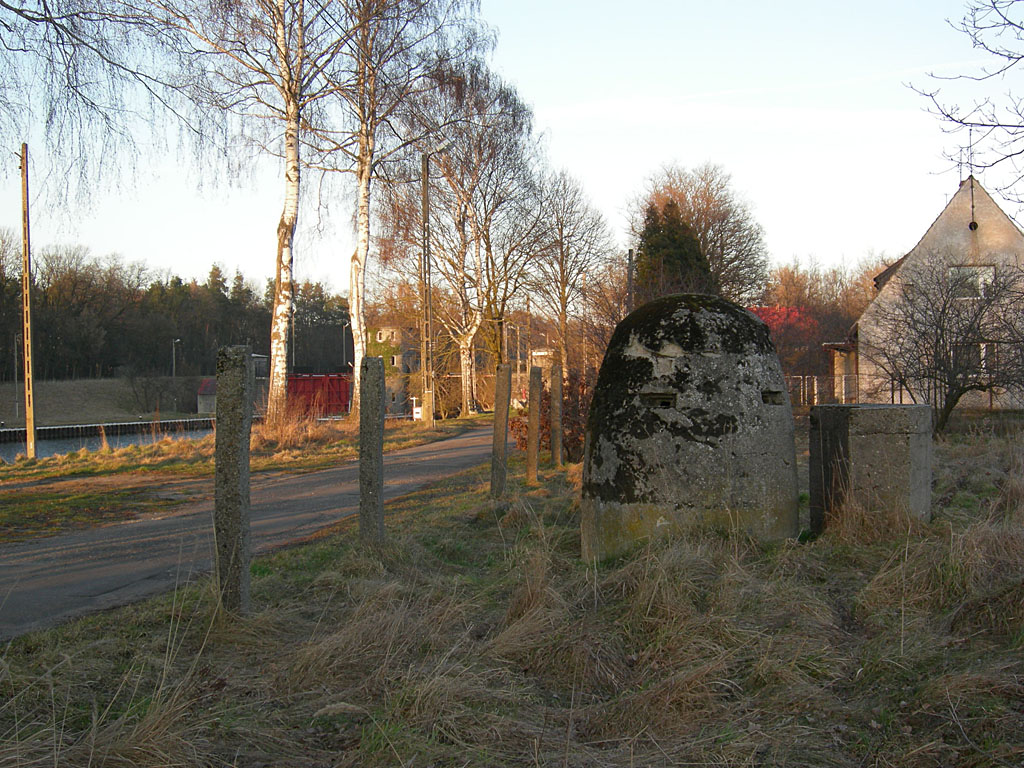
L'ancien site du camp de l'écluse
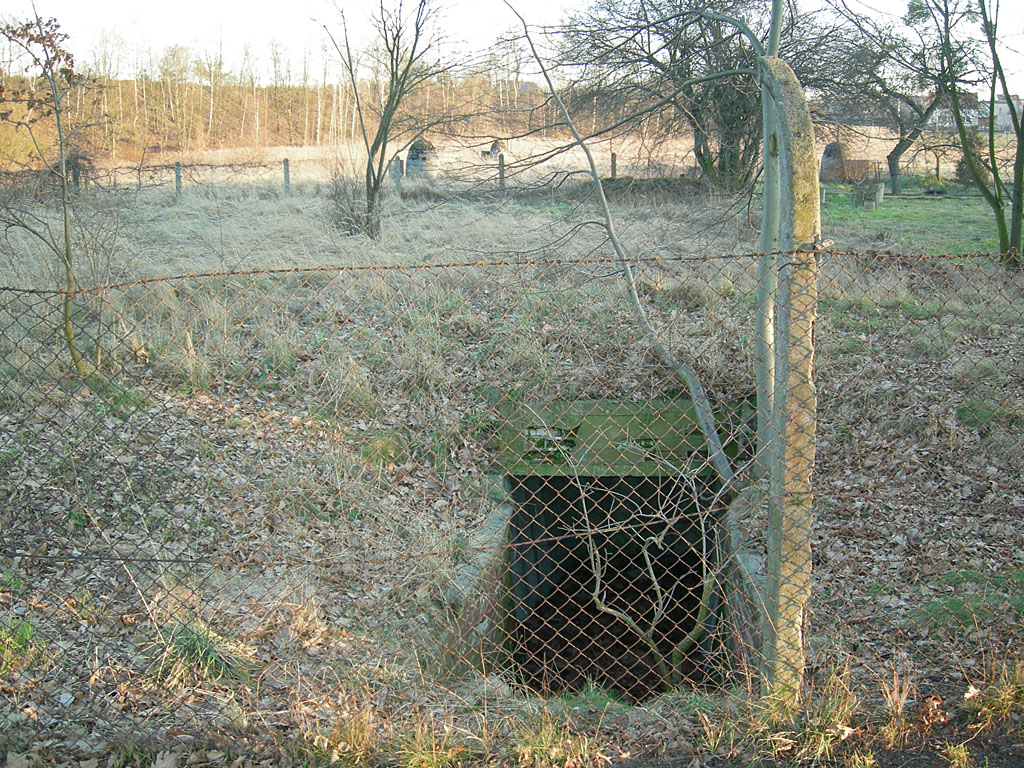
Vue de l'ancien site du camp

## Hôpital de Blechhammer nord - Krankenhaus
L'hôpital du camp de Blechhammer nord appelé Betriebkrankenhaus était essentiellement destiné aux travailleurs Allemands et Polonais.
Il s'agissait d'un hôpital très bien équipé avec salles de chirurgie et de radiologie. Les chambres pour malades étaient individuelles ou par 2. L'hôpital était construit avec une structure en bois.
Trois bâtiments étaient agencés perpendiculairement à un bâtiment principal. Chaque bâtiment était dédié à une activité médicale : maladies contagieuses, chirurgie, médecine générale. Dans ce dernier bâtiment on y soignait les plaies, les fractures, on effectuait les radios, les poses de plâtres.
Trois internes et médecins Français ont officié au Krankenhaus de juillet 1943 à juin 1944 et à la fin de la guerre pour certains dans le cadre du STO. Les médecins et internes Français étaient logés au Dorflager qui était un camp libre pour travailleurs Allemands.
L'hôpital était dirigé par un médecin chirurgien Allemand du nom de Gossner qui passait une fois par semaine. Le personnel infirmier était constitué par des infirmières Allemandes. Les aides soignantes étaient Russes et Polonaises.
En avril 1944, l'hôpital était sous la direction du Sanitätsdientgrad SS-Oberscharführer Herbert Scherpe, puis dès septembre 1944 dirigé par le Sanitätsdientgrad SS-Sturmmann Peter Quirin. Entre septembre et novembre 1944, il était sous la direction du Sanitätsdienstgrad SS-Unterscharführer Hans Kaufmann puis du SS-Unterscharführer Anton Müller jusqu'à l'évacuation des camps.
L'hôpital possédait 4 départements dont un de médecine générale, un de chirurgie et un autre pour les maladies infectieuses. Tous les prisonniers docteurs ont travaillé dans l'hôpital, l'un d'entre eux était un docteur tchèque du nom de Hyrsz (Hirš) (période 44/45).
Il y avait en moyenne une centaine de patients dans l'hôpital, qui souffraient principalement de diarrhée, de tuberculose, d’œdème et de pneumonie.
Des sélections étaient régulièrement effectuées parmi les patients de l'hôpital qui étaient dirigés vers le camp d'extermination de Birkenau. Au moins 248 patients ont été dirigés vers les fours crématoires. Selon des témoignages, il existe des preuves de décès de patients par injection de phénol. Une vingtaine de patients environ sont morts des suites de maltraitances après avoir été obligés de rester à genoux dans la neige. 10 autres ont été battus à mort par des gardes SS.
D'après l'analyse d'observations sur place et des photos aériennes d'époque prises par les américains lors des bombardements sur l'usine voisine, les ruines actuellement visibles semblent être celles d'un entrepôt voisin du Krankenhaus. Sur les photos aériennes, le Krankenhaus possède une architecture de 4 bâtiments reliés entre eux par un autre.

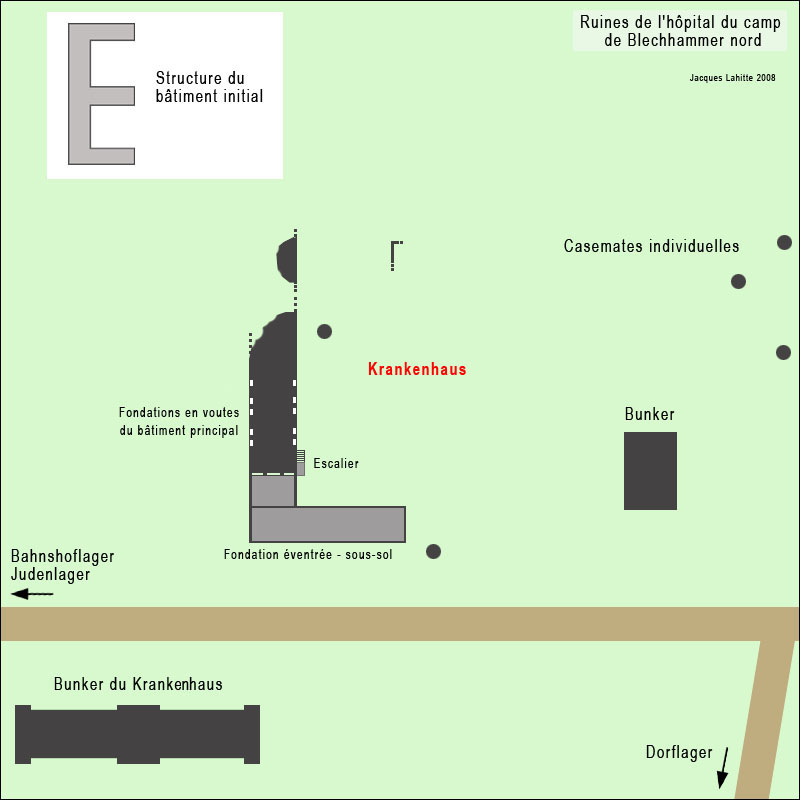
Plan de situation de l'ancien hôpital du camp de Blechhammer nord et des bunkers attenants
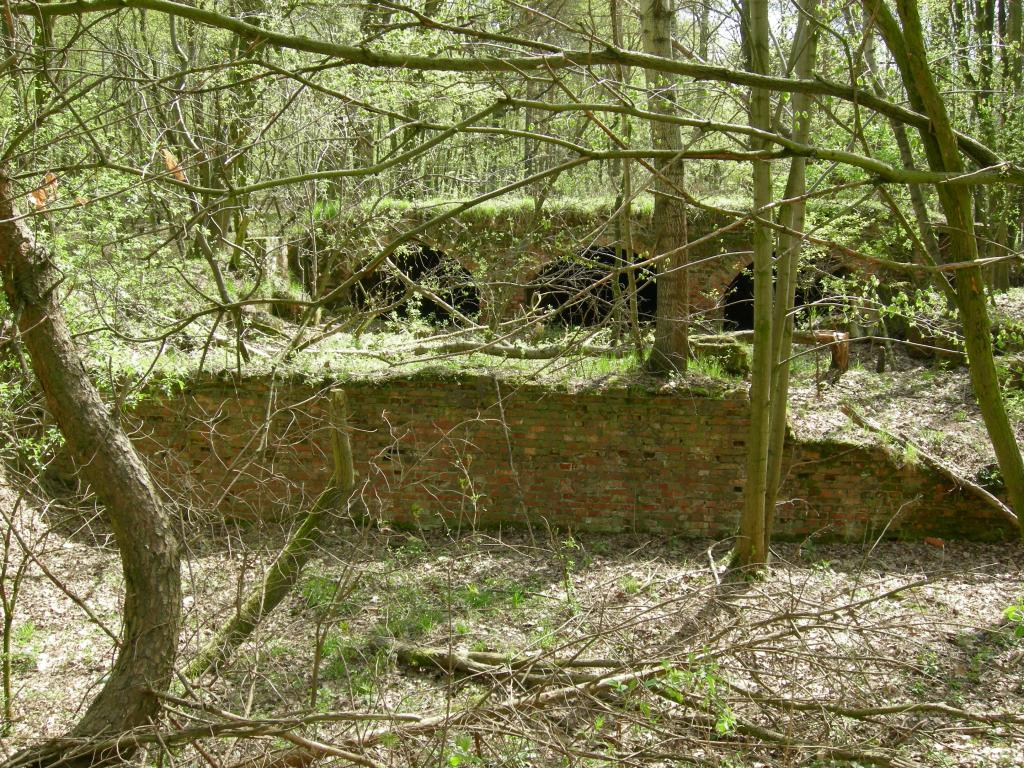
Ruines sur le site de l'ancien hôpital du camp de Blechhammer nord
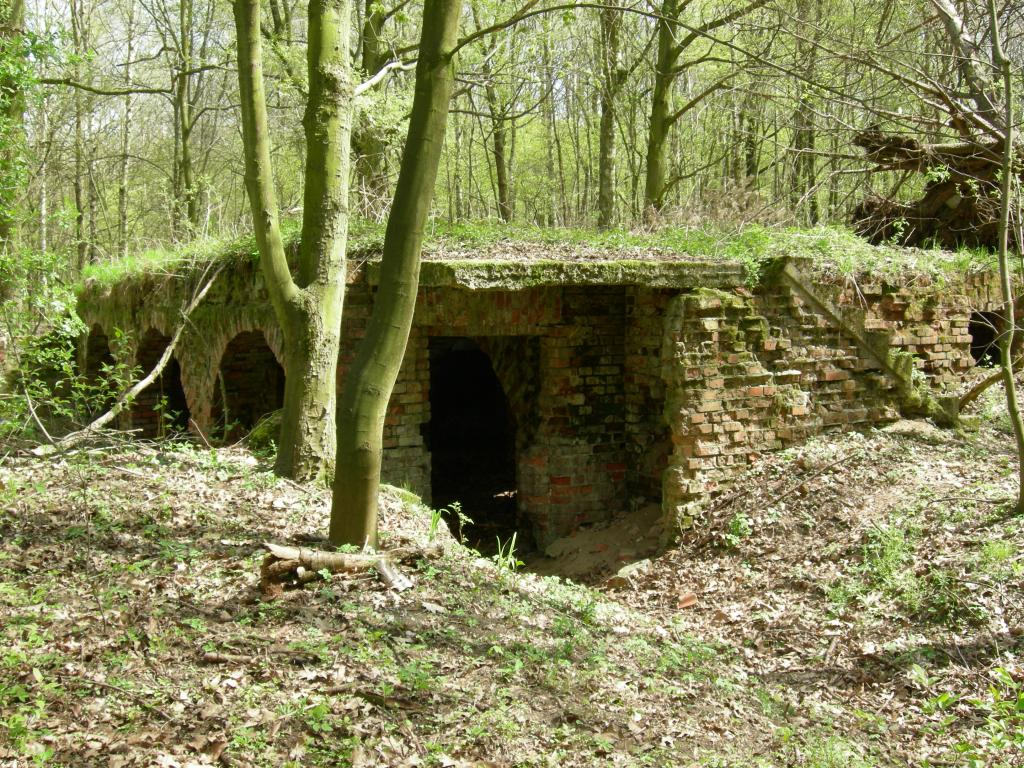
Ruines sur le site de l'ancien hôpital du camp de Blechhammer nord
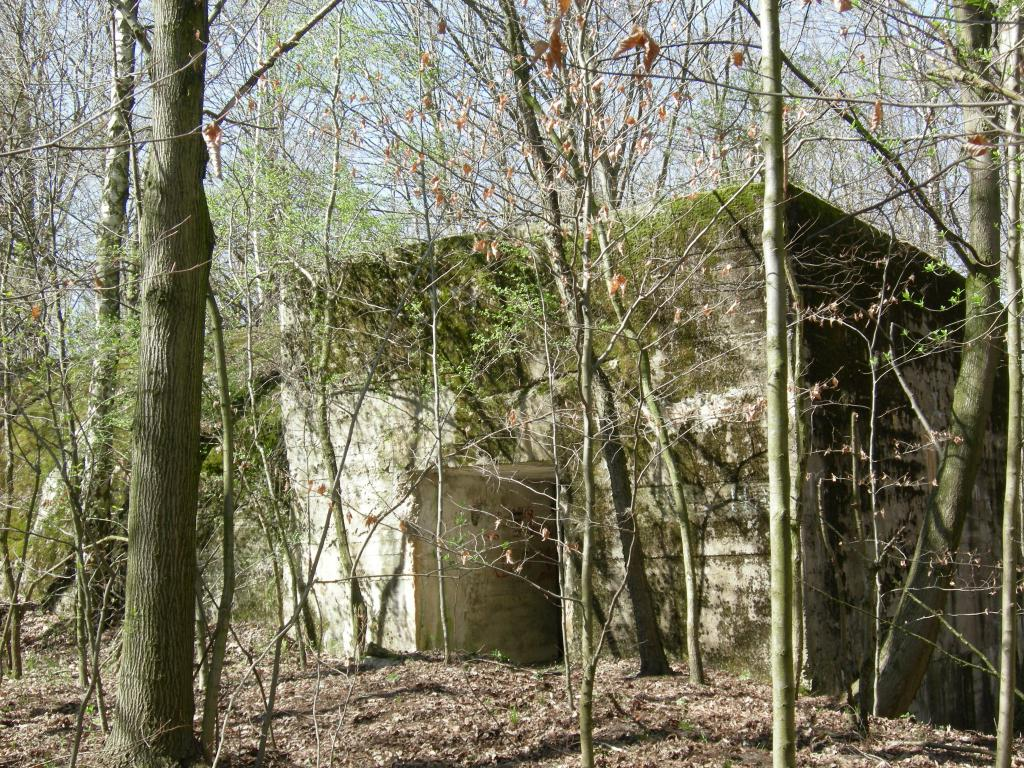
Bunker de l'hôpital du camp de Blechhammer nord
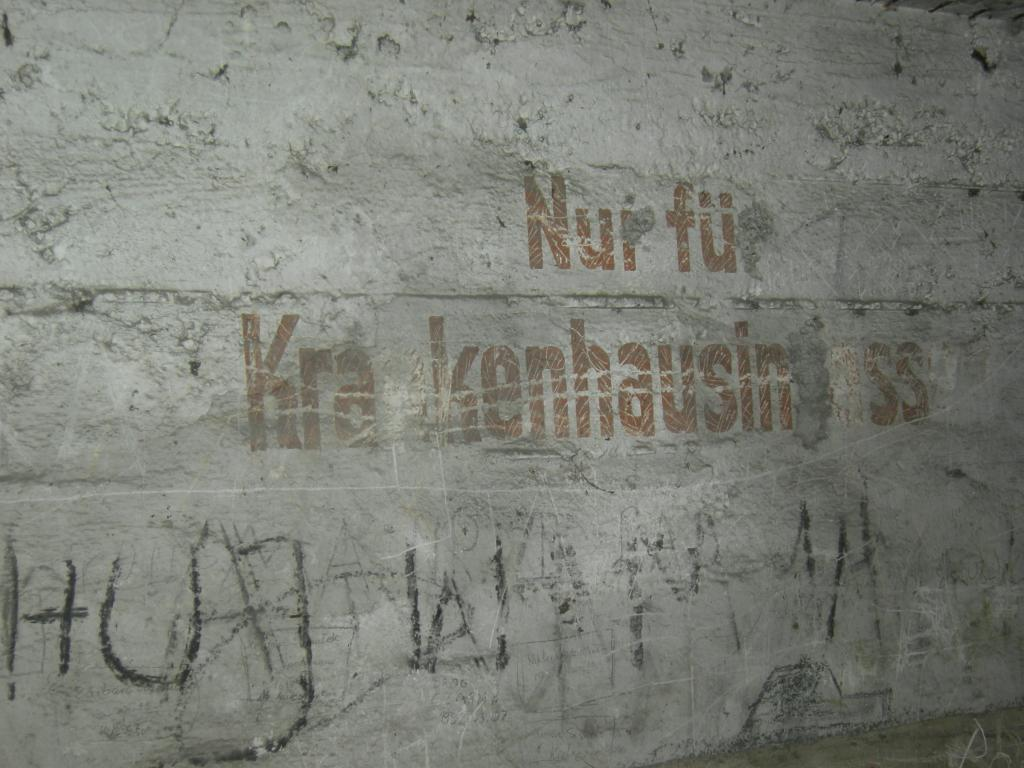
Entrée du bunker de l'ancien hôpital du camp de Blechhammer nord
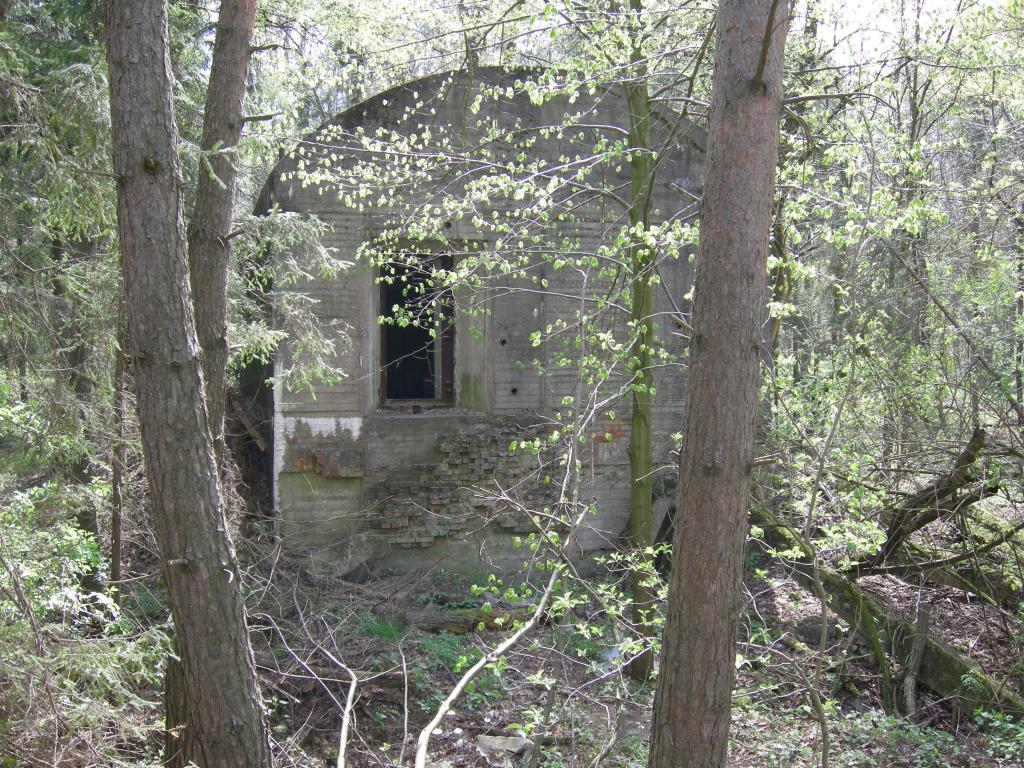
Autre bunker de hôpital du camp de Blechhammer nord

## Le camp de prisonniers de Blechhammer sud

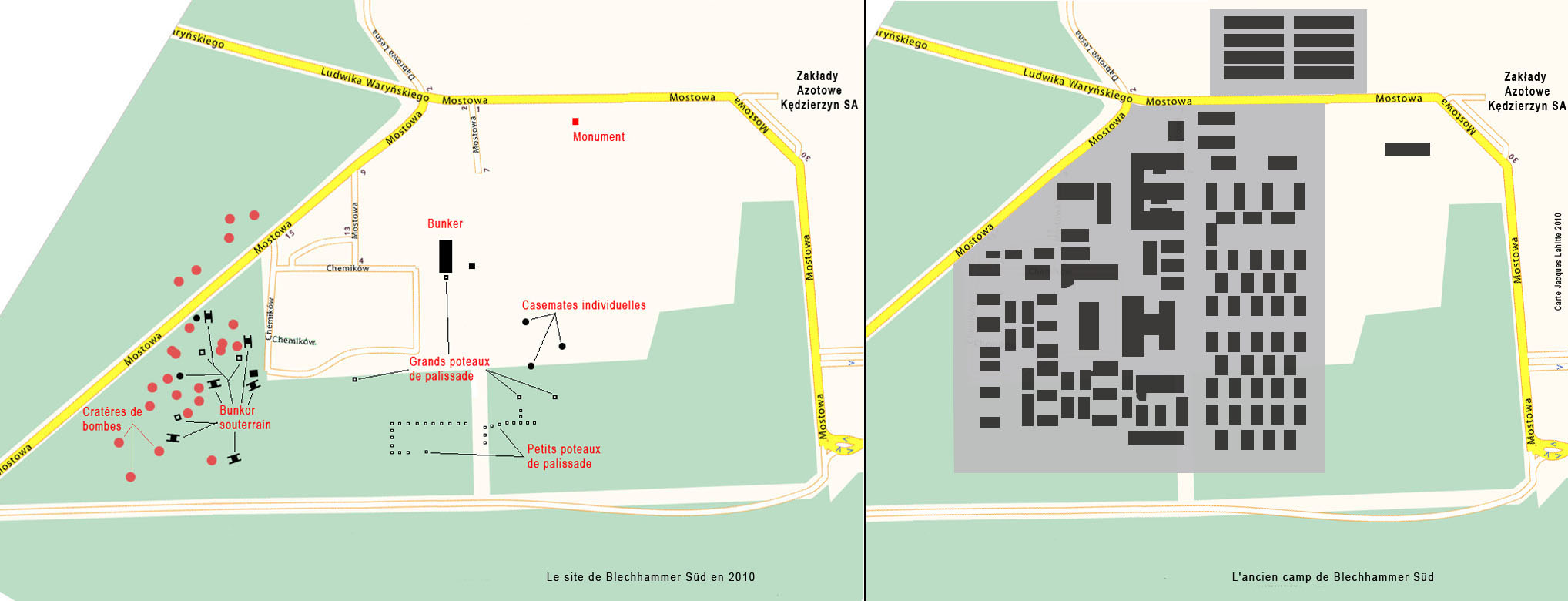
Blechhammer South. ancien camp et situation actuelle.

La construction de l'usine IG Farbenindustrie a commencé au printemps 1940. L'usine était située au sud de Heydebreck (Kędzierzyn), et le site existe aujourd'hui sous le nom de Zakłady Azotowe Kędzierzyn SA
Dès 1940, des prisonniers et déportés des pays occupés par le IIIe Reich ainsi que des travailleurs réquisitionnés (STO) sont installés un camp situé dans le nouveau quartier sud de Heydebreck (Heydebreck-Süd) à proximité de l'usine. 9963 prisonniers seront recensés en juillet 1944 dont 5027 Polonais, 1684 Français, 873 Italiens et 838 Russes.
L'usine IG Farben sera bombardée à 13 reprises entre le 7 juillet et le 26 décembre 1944. De nombreuses bombes tomberont sur le camp de prisonniers.
Le site de l'ancien camp sera démantelé en 1951.
Une stèle commémorative a été inaugurée en 2007 à l'initiative de M. Antoni Pawelak, ancien officier Polonais et responsable du démantèlement du camp dans les années 1950.

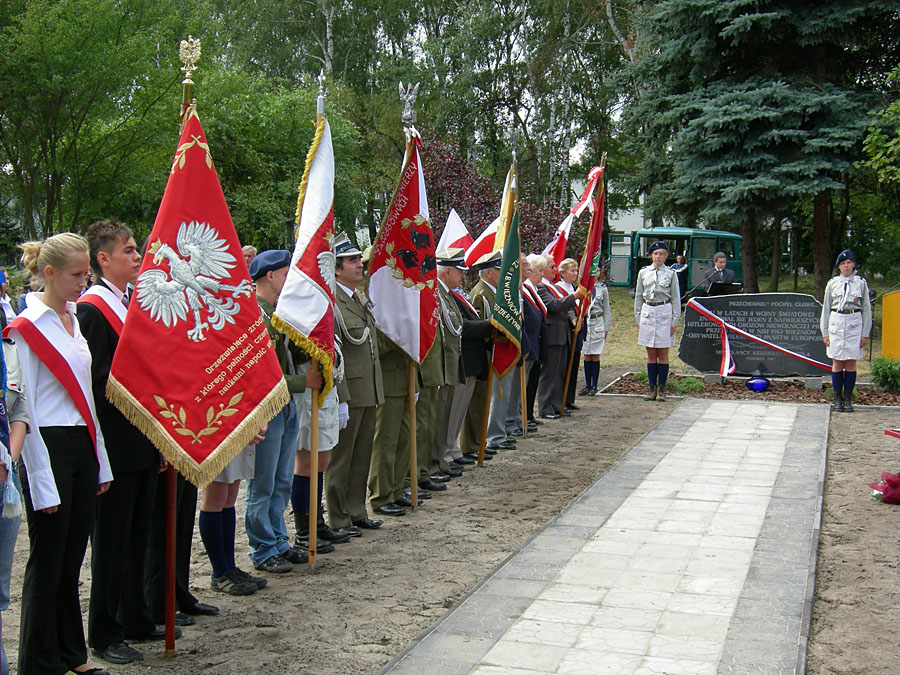
Inauguration de la stèle commémorative de l'ancien camp en 2007
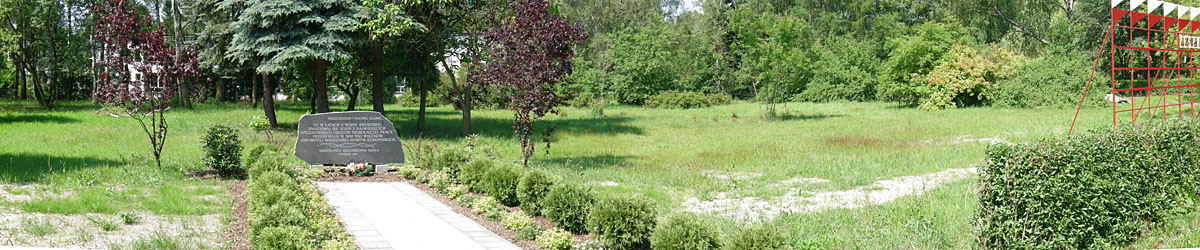
Panorama de l'ancien site du camp
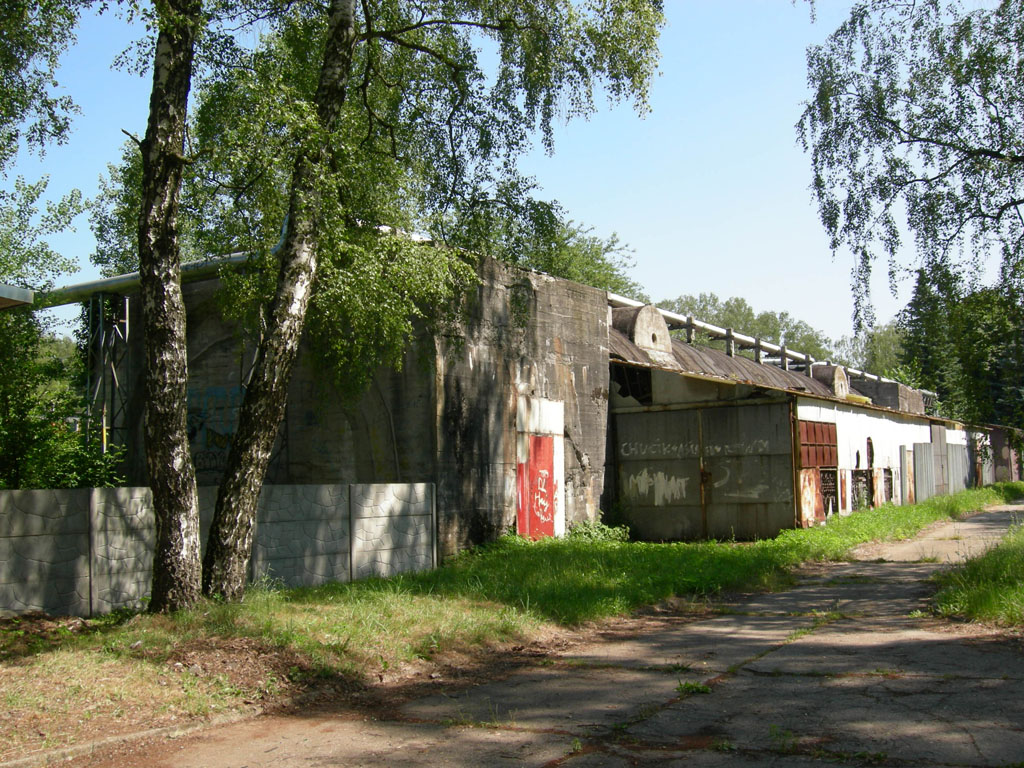
Bunker antiaérien situé dans l'ancien camp
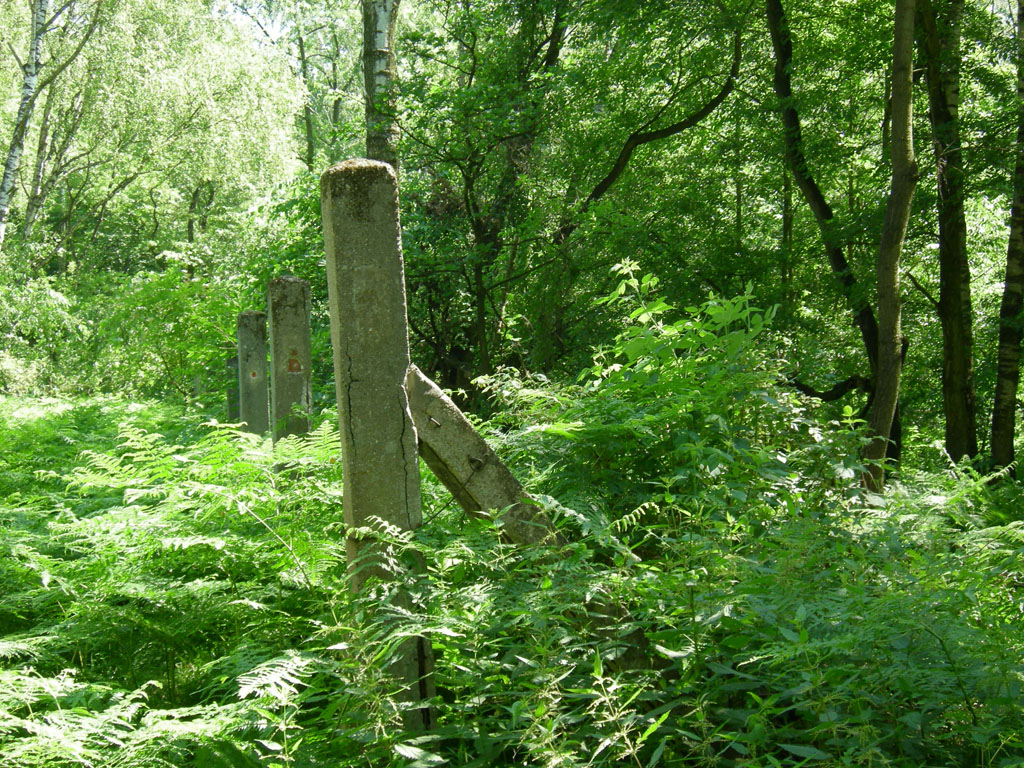
Clôture dans le site de l'ancien camp
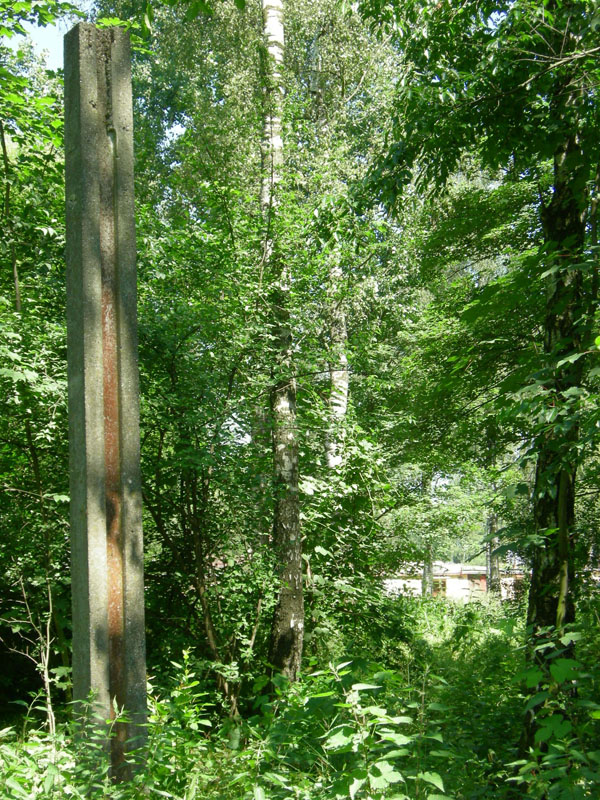
Ancien poteau de la palissade en béton situé dans l'ancien camp
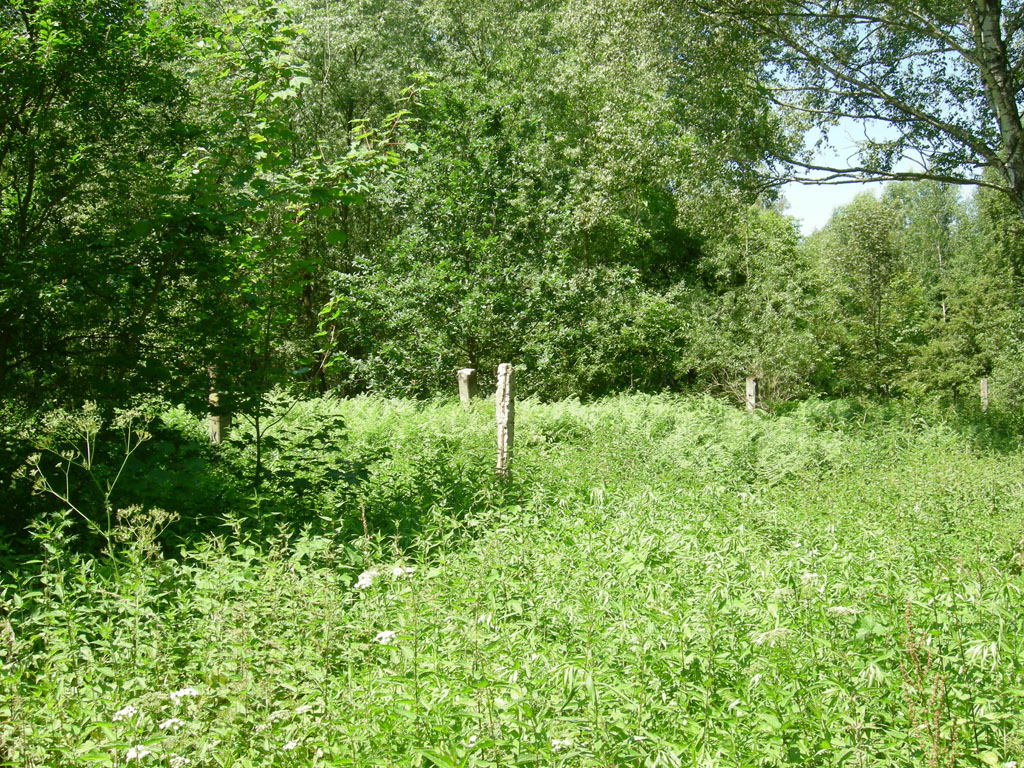
Clôture dans le site de l'ancien camp
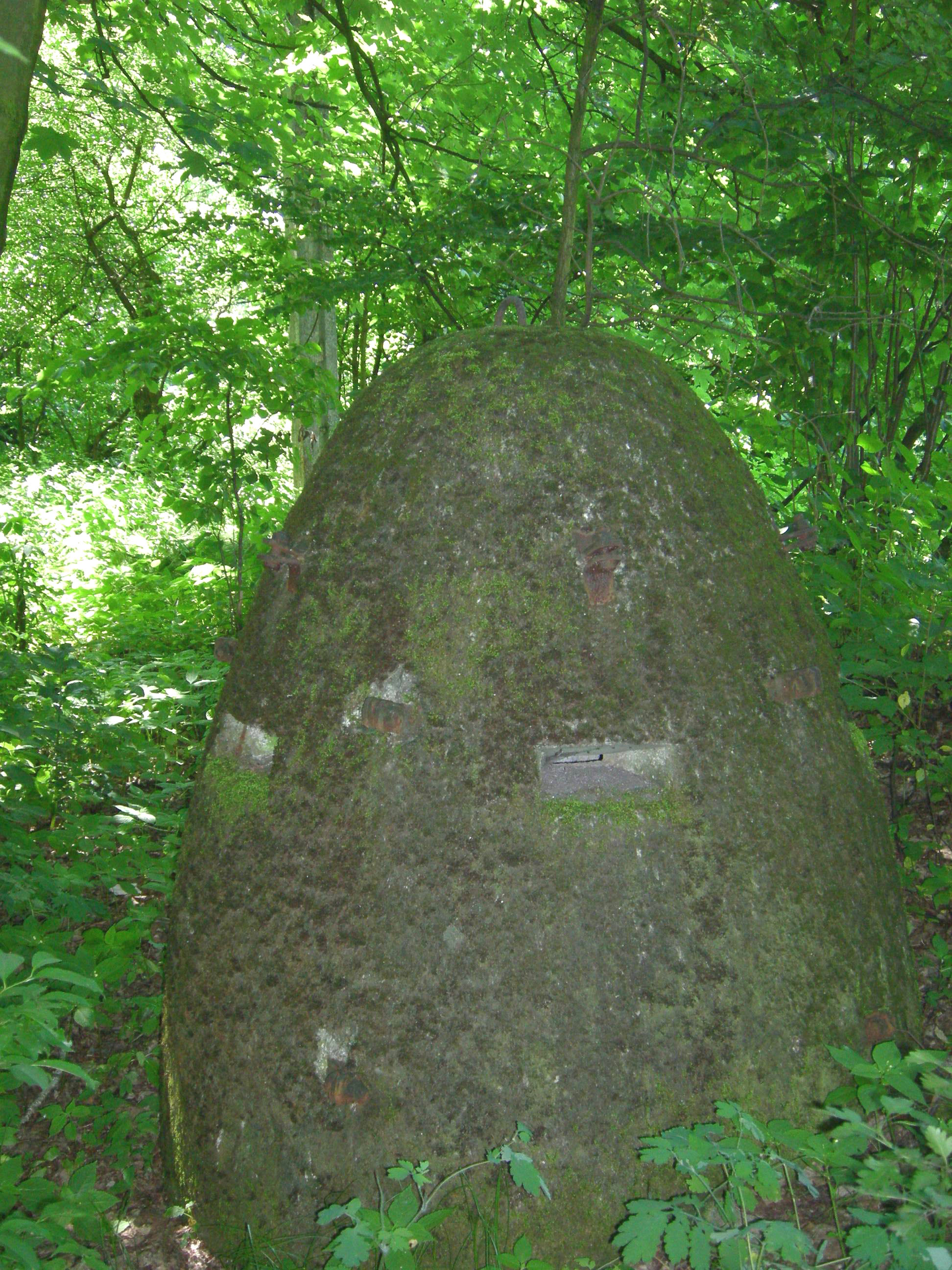
Casemate individuelle et poteau de palissade en arrière-plan
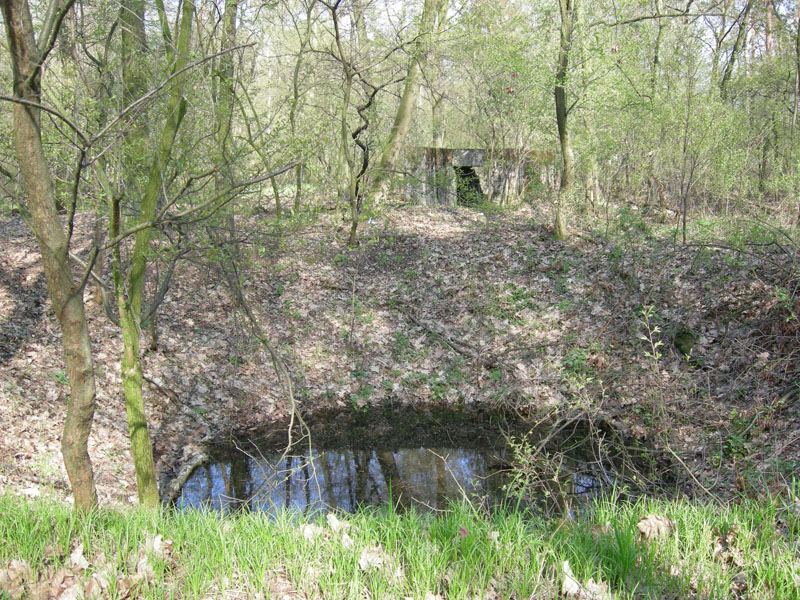
Bunker souterrain allemand situé à côté de l'ancien camp. Cratère de bombe au premier plan
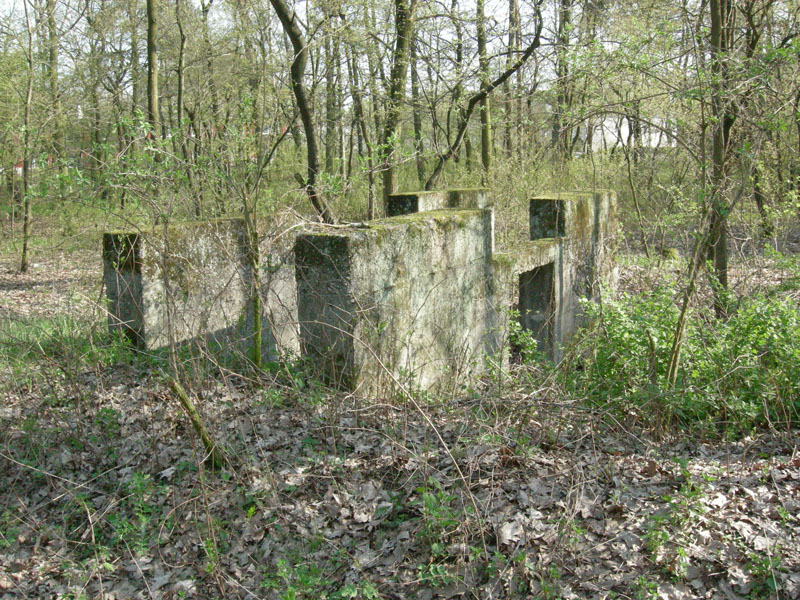
Bunker souterrain allemand situé à côté de l'ancien camp.
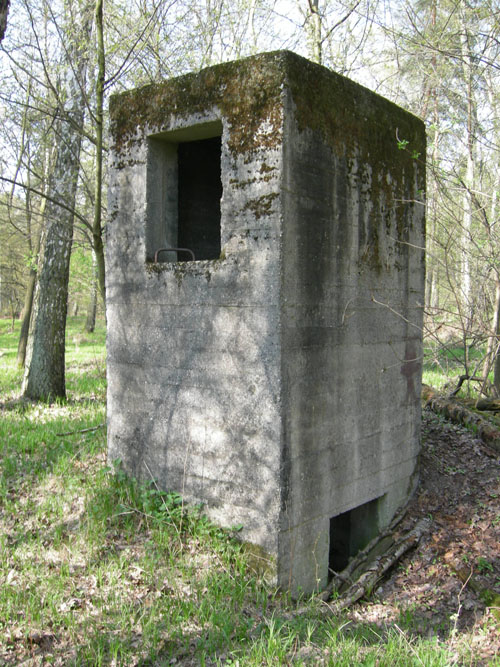
Bunker souterrain allemand situé à côté de l'ancien camp.
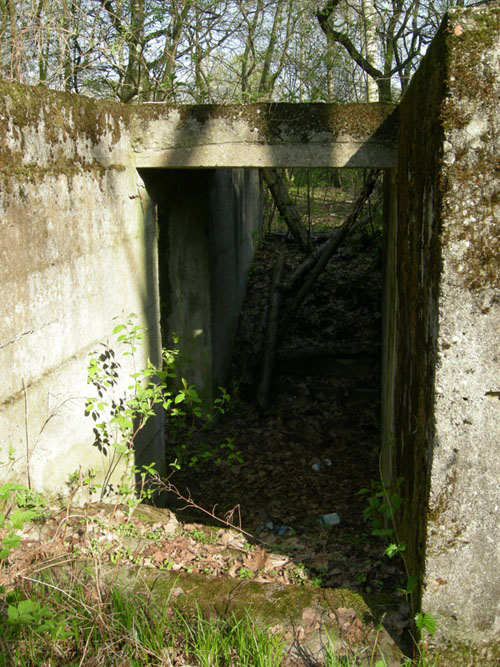
Bunker souterrain allemand situé à côté de l'ancien camp.
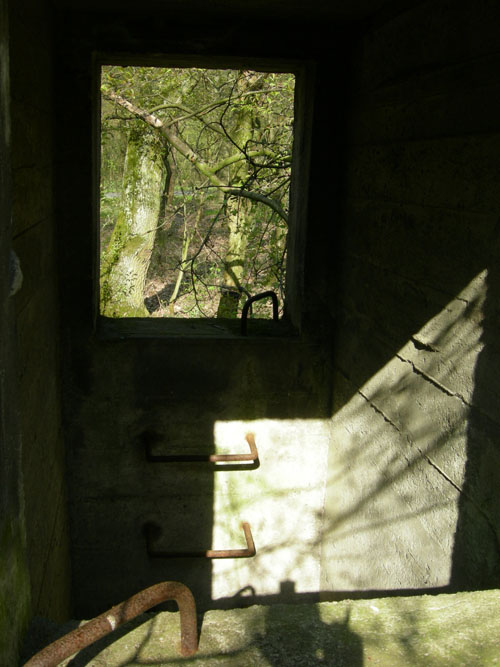
Bunker souterrain allemand situé à côté de l'ancien camp.

1. ↑  (pl) Stanisław Łukowski, Zbrodnie hitlerowskie w Łambinowicach i Sławięcicach na Opolszczyźnie w latach 1939-1945, Opole, Instytut Śląski w Opolu, 1965, 264 p. (30 zł)
2. ↑  Stanisław Łukowski, "Zbrodnie hitlerowskie w Łambinowicach i Sławięcicach na Opolszczyźnie w latach 1939-1945", Opole 1965
3. ↑  Les camps de prisonniers de guerre Anglais BAB (Bau und Arbeitsbataillonen) étaient localisés à Kędzierzyn pour les BAB 20 et BAB 40, et à Blachownia pour les BAB 21 et BAB 48. Ils comprenaient environ 1200 prisonniers. Les bataillons de travail E714 et E793 étaient situés à Blachownia, le bataillon de travail E794 était lui situé à Bierawa (Reigerfeld) sur le site de Blechhammer sud. D'autres bataillons de travail étaient localisés à proximité; le E153 à Cosel, le E155 à Kłodnica (Oderhafen), le E537 à Stara Kużnia (Althammer). Tous ces bataillons de travail dépendaient du Stalag VIII-B Lamsdorf.
4. ↑  Le camp Bahnhofslager était mitoyen du camp Judenlager. Ils étaient donc situés sur le même site mais séparés par le camp de SS situé au milieu.
5. ↑  Dr Franciszek Piper, Zeszyty Oświęcimskie Nr. 10 - Podobóz Blechhammer, 1967
6. ↑  L'organisation Schmelt était dirigée par le SS-Oberführer Albrecht Schmelt et employait au départ la main d'œuvre juive de Haute-Silésie orientale. En 1943, l'organisation Schmelt dirigeait 50 000 travailleurs forcés juifs dans 160 camps de travail.
7. ↑  Témoignage du Dr Saint-Béat, interne français travaillant dans le cadre du STO au Betriebkrankenhaus distant de 300 mètres du camp des Juifs, alors inaccessible aux autres prisonniers des autres camps, rapporte avoir vu entre le milieu des années 1943 et 1944 un groupe d'enfants en pyjamas rayés venant du Judenlager et escortés par un soldat allemand se dirigeant vers l'usine.
8. ↑  Otto Brossmann (né le 01/02/1889 à Brawin en Tchécoslovaquie) a été condamné à mort après la guerre mais sa condamnation a été commuée en prison à vie. Il est mort le 28/11/1957.
9. ↑  Kurt Klipp (né le 19/09/1907) est mort du typhus en mai 1945.
10. ↑  Avant la guerre, il existait une communauté juive à Cosel qui a disparu. La synagogue a été détruite en 1938 durant la Nuit de Cristal. L’ancien cimetière Juif qui avait été saccagé pendant la guerre est aujourd’hui abandonné dans une forêt sur le territoire de la commune de Dębowa non loin du village de Reńska Wieś, au sud de Kędzierzyn-Koźle.
11. ↑  Simone Veil est passée par Gleiwitz au cours de la marche de la mort depuis Bytom-Bobrek.
12. ↑  Convoi parti de Dachau le 24 novembre 1944 comportant 1014 déportés dont 863 français.
13. ↑  Le nom Abyssinie avait été donné à cause de prisonniers qui travaillaient dans une usine dont la poussière des briques qui les recouvrait leur donnait une allure "d'Africains".
14. ↑  D'après le témoignage de Marcel Dejean et son livre Avoir 20 ans dans les camps nazis. Marcel Dejean a été interné à Blechhammer avec les autres prisonniers français.
15. ↑  Témoignage d'un docteur français, le dr Saint Béat, alors interne à Toulouse et qui a travaillé au Betriebkrankenhaus durant la période mi-1943 à mi-1944 dans le cadre du Service du travail obligatoire.
16. ↑  Der Ort des Terrors de Wolfgang Benz, Barbara Distel, Angelika Königseder

## Prisonniers connus
- Milo Adoner
- Michel Sima
- Robert Clary
- Jules Fainzang